# Le Dernier Mitterrand
Le Dernier Mitterrand est un récit et témoignage écrit par l’écrivain et journaliste au Nouvel Observateur Georges-Marc Benamou au sujet de François Mitterrand, dont il a été l'un des derniers intimes, et publié en 1997. 

## Présentation générale
Georges-Marc Benamou fréquente François Mitterrand, qui l'apprécie, dans les dernières années de sa vie. Ils écrivent ensemble une biographie sous forme d'entretiens, les Mémoires interrompus, à la fin du second septennat du président.
Le livre est publié en 1997, mais connaît en 2005 une réédition avec une nouvelle préface et des ajouts où l'auteur commente la réception du livre. Le livre est à nouveau réédité en 2021.

## Contenu
Le Dernier Mitterrand est divisé en quatre chapitres chronologiques, qui vont de septembre 1994 à janvier 1996. Ils sont précédés d'un prologue, « Le dernier réveillon », et suivis d'un épilogue, « Le dernier regard ».
Benamou relate des déclarations et prises de position du président. Au sujet des relations entre la France et les États-Unis : « La France ne le sait pas, mais nous sommes en guerre avec l’Amérique. Oui, une guerre permanente, une guerre vitale, une guerre économique, une guerre sans mort apparemment. Oui, ils sont très durs les Américains, ils sont voraces, ils veulent un pouvoir sans partage sur le monde. C’est une guerre inconnue, une guerre permanente, sans mort apparemment et pourtant une guerre à mort. » .
François Mitterrand confie également à Benamou son opinion au sujet du futur de la France. Il dit qu'il pense qu'il sera « le dernier des grands présidents », « à cause de l'Europe… À cause de la mondialisation... À cause de l'évolution nécessaire des institutions… Dans le futur, ce régime pourra toujours s'appeler la Ve République… Mais rien ne sera pareil. Le président deviendra une sorte de super-Premier ministre, il sera fragile ».

## Accueil
Dans sa couverture, la presse insiste plus sur l'anecdote rapportée par l'auteur du repas d'ortolans, que sur le contenu géopolitique du livre. Philip Short écrit, dans sa biographie du président, A Taste for Intrigue, que le livre n'est pas entièrement fiable.

## Postérité

### Livres en réponse
La couverture médiatique du livre, centrée sur l'épisode des ortolans, a inspiré à Arnaud-Aaron Upinsky un livre, Le Syndrome de l'Ortolan.

### Source
Le livre a été abondamment utilisé comme source dans le cadre d'ouvrages au sujet de François Mitterrand. Dans Le monde selon Mitterrand, Michèle Cotta cite à de nombreuses reprises l'ouvrage de Benamou. 
Certaines phrases du livre sont très commentées, comme celle sur l'implication de la France dans une guerre économique contre les États-Unis. Elle est citée par Alain de Benoist dans Dernière année. Dans Le piège américain, où il critique la guerre juridique menée par le Département d'État des États-Unis, Frédéric Pierucci cite la phrase de Benamou. Christine Boutin la cite également dans son livre de 1998.

### Adaptation cinématographique
Cet ouvrage a également été adapté au cinéma par le réalisateur Robert Guédiguian sous le titre Le Promeneur du Champ-de-Mars où Michel Bouquet joue le rôle du président.